# Drop-Out Father

Drop-Out Father est un téléfilm américain réalisé par Don Taylor, écrit par Bob Shanks et diffusé en 1982.

## Distribution
- Dick Van Dyke : Ed McCall
- Mariette Hartley : Katherine McCall
- George Coe : Kannon Rush
- Marianne McAndrew : Diane